# Host-Terminal-System
Host-Terminal-System ist ein Begriff aus der elektronischen Datenverarbeitung.
Bevor sich das Client-Server-System durchsetzen konnte, war die Host-Terminal-Beziehung das beherrschende Arbeitsprinzip in der Datenverarbeitung. Ein teurer und leistungsfähiger Zentralrechner (Host, Mainframe) bediente eine Anzahl an Terminals. Diese Terminals waren reine Ein-/Ausgabe-Geräte ohne eigene Speicher- oder Rechenkapazität. Vom Zentralrechner wurde Speicherkapazität und Rechenzeit im Time-Sharing- / Slicing-Verfahren zur Verfügung gestellt.
Aktuell findet das System häufig Anwendung beim Anschluss externer Zusatzgeräte oder Kleingeräte an einen Rechner.